# Христо Радовски
Христо Томов Радовски  е български революционер, член и деец на Вътрешната македонска революционна организация, наричан в организацията с псевдонима „Танко“.

## Биография
Христо Радовски е роден в 1903 година в семейството на войводата Тома Радовски и Анна Радовска. Неговите братя Иван Радовски и Марко Радовски също са членове и четници на ВМРО.
През 1923 год. Христо Радовски заедно с районната чета попада в засада от гръцки войски край село Бурсук и при двучасово сражение едва се отървават, при което сражение неговия баща Тома Радовски е тежко ранен. 
Тома Радовски завръща през 1941 г. в Беломорието при поредното освобождаване на Егейска Македония от българските войски, но се установява в Сяр. С него са синовете му Димитър Радовски– който работи като бирник в българската администрация в община Сяр и Христо Радовски – собственик на винарска изба и кръчма в града. В Сяр се установява и неговият съратник Лазар Кунгалов, който стопанисва кланица и месарски магазин.
Синът на Христо и Велика Радовски - Димитър Христов Радовски умира в град Сяр при неизяснени обстоятелства. 
В рапорт за проучване от Държавна сигурност пише следното: „Христо Радовски в миналото е бил активен член на Михайловистката организация, участвал в много акции провеждани от баща му и Георги Хазнатарски. След 09.09.1944 година става член на ЗВЕНО но вражески настроен, понастоящем обект на службата ни. В картонът (образец 1 на ДС) на Христо Радовски е посочена дата на раждане 22.02.1893 г. в село Радово, Демирхисарско, адрес в с. Чучулигово, Петричко, гражданство – българско, социален произход – среден селски, образование– ІV – ти клас, занятие в миналото – земеделие, понастоящем – земеделие, политическа принадлежност в миналото – ВМРО (Иван Михайлов), понастоящем – безпартиен, окраска (в какво се уличава) – ВМРО (Иван Михайлов), бележки за движение на делото – унищожено с прот. 5 / 90 г., име и презиме на О.Р.(оперативен работник) открил делото – Тома Великов Николов от гр. Петрич на дата 07.08.1954 г. Делото има още следните номера ОД № 611 Петрич ІІІ отделение и ОД № 409 Благоевград.“

### Семейство
Велика Николова Смукова от село Кулата е омъжена и живее до края на живота си в село Чучулигово. Неин съпруг е Христо (Танката) Томов Радовски. Техни синове са Тома, Кирил, Димитър и Иван. Тома Христов Радовски е женен за Вангелия, дъщеря на Атанас Галев Златанов от с. Кулата.